# Melevodopa
Melevodopa je dopaminergic agens. Ovo jedinjenje je metil estar levodope. Melevodopa se koristi u obliku tablete kao prolek koji je 250 rastvorniji u vodi od levodope.

## Spoljašnje veze
|  | Molimo Vas, obratite pažnju na važno upozorenje u vezi sa temama iz oblasti medicine (zdravlja). |